# James Drummond
James Drummond (Schotland, circa 1786 - West-Australië, 26 maart 1863) was een botanicus, natuuronderzoeker en vooraanstaand pionier in koloniaal West-Australië.

## Vroege jaren
James Drummond werd eind 1786 of begin 1787 in Schotland geboren. Hij werd op 8 januari 1787 te Inverarity gedoopt. Drummond was het oudste van vier kinderen uit het huwelijk van Thomas Drummond, een hovenier, met Elizabeth Nichol. Drummonds jongere broer Thomas Drummond werd bekend als ontdekkingsreiziger, verzamelaar van Amerikaanse planten en conservator van de 'Belfast Botanic Garden'. Meer dan 80 Noord-Amerikaanse plantensoorten werden naar hem vernoemd.
Drummond werd in juni 1808 tot conservator van de 'Botanical Gardens' te Cork in Ierland benoemd. Niet veel later huwde hij Sarah Mackintosh. In 1810 werd hij tot lid ('Associate') van de Linnean Society gekozen. Hij publiceerde verscheidene papers over Ierse plantensoorten. Op 17 november 1826, toen Drummond en zijn vijftienjarige zoon Thomas 's nachts de wacht hielden na de diefstal van alle druivenstruiken en veertig appelvariëteiten, ging Drummonds geweer per ongeluk af en doodde Cornelius Hyde. Een onderzoek sprak Drummond van alle schuld vrij.
In 1828 trok de overheid de subsidies van de Botanische tuinen van Cork in. Na vruchteloze onderhandelingen met de 'Royal Cork Institution' aanvaardde Drummond de onbetaalde post van naturalist van de overheid ('Government Naturalist') in de geplande kolonie aan de rivier de Swan. Er werd hem beloofd dat hij er de functie van opzichter van de staatstuinen ('Superintendent of Government Gardens') zou toegewezen krijgen.
In 1829 zeilde Drummond met zijn vrouw, zes kinderen en een dienstbode aan boord van de Parmelia, samen met James Stirling en andere hooggeplaatste koloniale ambtenaren en hun gezinnen, naar het westen van Australië, om er de kolonie aan de rivier de Swan te ontwikkelen. Drummond had van de 'Horticultural Society' negen kisten meegekregen. De kisten bevatten verschillende variëteiten planten (van fruitbomen tot aardbeien), knollen, stekken en zaden, die tijdens de reis onder de verschillende klimatologische omstandigheden allemaal dienden te worden onderhouden.

## West-Australië
Hoewel Drummond officieel onbetaald naturalist van de overheid was, werkte hij vooral als botanicus en werd tot 1832 als opzichter van de staatstuinen betaald. Tussen 1832 en 1834, tijdens Stirlings afwezigheid, haalde Drummond zijn inkomen uit de staatstuinen. Bij Stirlings terugkeer in 1834 kregen Drummond en Stirling ruzie over Drummonds huis en belendende schuur. Stirling eiste dat ze werden afgebroken om er het 'Government House' te kunnen bouwen. Drummond aanvaardde een schadevergoeding en verhuisde naar een aan hem toegekend stuk grond in de vallei van de rivier de Helena. Stirling betaalde een hovenier om de plantentuin te onderhouden maar die beschikte niet over Drummonds botanische vaardigheden.
In 1836 verhuisde Drummond naar een meer dan 10 km² groot stuk grond in de vallei waar later Toodyay zou ontstaan. Zijn zonen beheerden de boerderij die hij 'Hawthornden' noemde, naar een plaats in Schotland geassocieerd met de familie Drummond. Drummond begon zaden, planten en specimen te verzamelen om ze naar Engeland uit te voeren. Van 1836 tot 1838 zond hij zijn vondsten - gedaan in de vallei van de Swan, de Darling Scarp, de vallei van de Avon, de zandvlakte ten oosten van Toodyay en de vallei van de Vasse - naar James Mangles. Door gebrek aan papier droogde Drummond de specimen tussen lagen bladeren van de Xanthorrhoea. De zieke Mangles gaf de Drummonds verzameling aan George Bentham door.
Drummonds eerste officiële expeditie in 1839 was naar Rottnesteiland. De tweede expeditie in 1840 was naar Albany en 'Cape Rich'; de derde in 1843 naar het Stirlinggebergte en Albany; de vierde in 1846/47 naar het Stirlinggebergte, 'Cape Riche', de rivier de Salt, en 'West Mount Barren'; de vijfde in 1847/48 naar 'Mount Caroline' en Albany; en de zesde en laatste in 1850/51 naar Champion Bay en de rivier de Murchison.
In 1840/41 bewees Drummond dat veel sterfte in de veestapel voortkwam uit het eten van giftige planten. Van 1841 tot 1844 pionierden Drummond en zijn familie op de Victoriavlakte. In juli 1845 werd Drummonds zoon Johnson tijdens een expeditie naar de rivier de Moore door een Aborigines gedood. Drummond stopte met verzamelen van planten tot hij er in oktober 1846 weer zin in kreeg vanwege een honorarium uit de 'Queen's Bounty' - voor aan de botanische wetenschap bewezen diensten.
In 1855 bedankte Drummond voor deelname aan Augustus Gregory's expeditie naar het noorden van Australië omdat hij zich te oud voelde. Op 'Hawthornden' organiseerde Drummond op zaterdag nog avonden waarop hij natuurlijke historie doceerde.

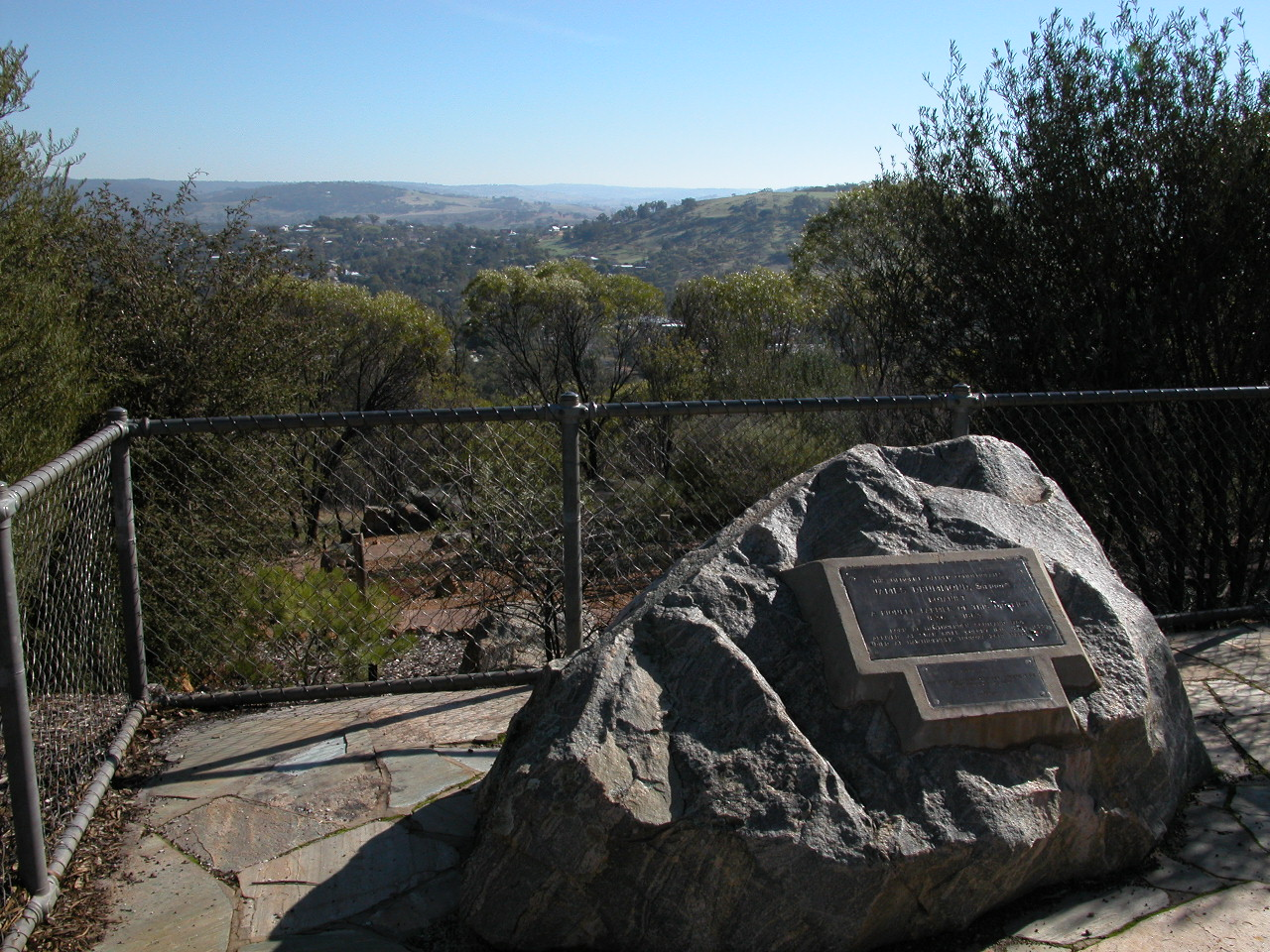
Herdenkingssteen voor James Drummond

## Nalatenschap
Drummond stierf op 27 maart 1863 op 'Hawthornden'. Hij liet zijn echtgenote, drie overgebleven zonen en twee dochters achter.
Drummond verzamelde meer dan 3.500 specimen die over 25 herbaria zijn verdeeld. Er werden 119 plantensoorten naar hem vernoemd.
In Hooker's Journal of Botany, volume II (1840), volumes I & II (1850), volume IV (1852), volume V (1853), en volume VI (1854) staan verscheidene door Drummond ingezonden beschrijvingen van West-Australische planten.
John Septimus Roe noemde Mount Drummond naar hem toen hij sporen van diens verkenningstocht ontdekte tijdens zijn verkenning van de zuidkust.
In Toodyay bevindt zich een steen met gedenkplaat ter nagedachtenis aan Drummond.
- Australian Dictionary of Biography: drummond-james-1995
- Author citation (botany): J.Drumm.
- Gemeinsame Normdatei: 13356939X
- Trove: 1469957
- Virtual International Authority File: 30731252
- WorldCat: E39PBJt8hdy939gBHQvgJdfXh3